# Marcelo José de Lima Filho
Marcelo José de Lima Benedini, mais conhecido como Marcelinho (Anicuns, 11 de dezembro de 2002), é um futebolista brasileiro que atua como ponta-direita. Atualmente joga pelo Al Dhafra FC, emprestado pelo Tombense.

## Carreira

### Antecedentes
Nascido em Anicuns, no estado de Goiás, Marcelinho começou sua carreira nas categorias de base do Atlético Goianiense antes de ingressar nas categorias de base do Almirante Barroso. Após as boas apresentações (Marcando 3 gols e deu  5 assistências para gols) que o jovem teve em partidas do Campeonato Catarinense Sub-17, recebeu propostas de grandes clubes como Santos, Fluminense, Internacional, São Paulo, Corinthians e Atlético Mineiro. Em 2019, foi contratado pelo Palmeiras, com cláusula de rescisão.[carece de fontes?]

### Palmeiras
Em 2020, Marcelinho disputou a Copa São Paulo, a Copa do Brasil Sub-20 e o Campeonato Brasileiro Sub-20 pela base do Palmeiras, com 15 jogos e um gol marcado. Marcelinho fez sua estreia profissional no dia 18 de novembro de 2020, devido a um surto de COVID-19 no elenco, entrando como substituto no segundo tempo de Aníbal Vega no empate fora de casa por 2–2 com o Ceará, pela Copa do Brasil.

### Vasco da Gama
Após deixar o Palmeiras, no dia 26 de julho de 2021, transferiu-se para o Vasco da Gama também por empréstimo, sendo designado para a equipe sub-20.

### Cruzeiro
No dia 2 de dezembro de 2021, Marcelinho acertou um contrato de dois anos com o Cruzeiro. Sua estreia pelo clube aconteceu no dia 19 de março, entrando como substituto de Bruno José na derrota fora de casa por 2–1 para a SE Patrocinense, pelo Campeonato Mineiro. Inicialmente, integrou o time do Sub-20 durante a Copa São Paulo de Futebol Júnior de 2022, disputou cinco partidas pelo time principal antes de ser emprestado respectivamente a Ferroviária e ao Água Santa.
No dia 16 de novembro de 2022, Marcelinho rescindiu contrato com o Cruzeiro.

### Ferroviária
No dia 8 de julho de 2022, foi confirmada a contratação de Marcelinho pela Ferroviária, por empréstimo até o fim da temporada. Fez sua estreia pelo clube do interior paulista no dia 9 de julho, entrando como titular em uma derrota em casa por 2–0 para o Bahia de Feira, pela Série D.

### Água Santa
No dia 30 de julho de 2022, após a eliminação da Ferroviária da Série D de 2022, Marcelinho transferiu-se para o Água Santa também por empréstimo até o fim da temporada. Ele fez sua estreia pelo clube no dia 31 de julho, entrando como substituto em um empate fora de casa por 1–1 com a Juventus-SP, onde também marcou seu primeiro e único gol pelo clube, pela Copa Paulista.

### Tombense
No dia 13 de dezembro de 2022, Marcelinho foi anunciado pelo Tombense, vencendo as concorrências de Atlético Goianiense e Sport. Fez sua estreia no dia 21 de janeiro de 2023, entrando como substituto em uma derrota fora de casa por 3–1 sobre o Athletic, pelo Campeonato Mineiro. Fez seu primeiro gol pelo clube no dia 27 de fevereiro, em uma vitória em casa por 3–0 sobre o Villa Nova.
Utilizado regularmente no time titular do Tombense, ele marcou sete gols em 46 jogos, mas isso não impediu que seu time sofresse o rebaixamento para a Série C de 2024.

### Santos
Em 30 de dezembro de 2023, Marcelinho foi contratado pelo Santos, por um contrato de empréstimo de um ano. Ele fez sua estreia no clube em 31 de janeiro de 2024, entrando como substituto de Rómulo Otero na vitória fora de casa por 1–0 sobre o Água Santa, pelo Campeonato Paulista.
Atuando em apenas cinco partidas e não recebendo oportunidades no time do técnico Fábio Carille, Marcelinho rescindiu seu contrato no dia 10 de abril de 2024.

### Juventude
Após receber poucas oportunidades no Santos, em 2 de abril de 2024, foi confirmado que Marcelinho tinha um acordo encaminhado com o Juventude e que iria deixar o clube após o Campeonato Paulista, também por um contrato de empréstimo até o fim da temporada.

## Estatísticas
Atualizado até 8 de dezembro de 2024.

### Clubes
| Equipe            | Temporada         | Campeonato nacional | Campeonato nacional | Campeonato nacional | Copa nacional[a] | Copa nacional[a] | Copa nacional[a] | Competições continentais[b] | Competições continentais[b] | Competições continentais[b] | Outros torneios[c] | Outros torneios[c] | Outros torneios[c] | Total | Total | Total   |
| Equipe            | Temporada         | Jogos               | Gols                | Assist.             | Jogos            | Gols             | Assist.          | Jogos                       | Gols                        | Assist.                     | Jogos              | Gols               | Assist.            | Jogos | Gols  | Assist. |
| ----------------- | ----------------- | ------------------- | ------------------- | ------------------- | ---------------- | ---------------- | ---------------- | --------------------------- | --------------------------- | --------------------------- | ------------------ | ------------------ | ------------------ | ----- | ----- | ------- |
| Palmeiras         | 2020              | 2                   | 0                   | 0                   | 1                | 0                | 0                | 0                           | 0                           | 0                           | —                  | —                  | —                  | 3     | 0     | 0       |
| Palmeiras         | 2021              | —                   | —                   | —                   | —                | —                | —                | —                           | —                           | —                           | 2                  | 0                  | 0                  | 2     | 0     | 0       |
| Palmeiras         | Total             | 2                   | 0                   | 0                   | 1                | 0                | 0                | 0                           | 0                           | 0                           | 2                  | 0                  | 0                  | 5     | 0     | 0       |
| Vasco da Gama     | 2021              | 0                   | 0                   | 0                   | —                | —                | —                | —                           | —                           | —                           | —                  | —                  | —                  | 0     | 0     | 0       |
| Vasco da Gama     | Total             | 0                   | 0                   | 0                   | 0                | 0                | 0                | 0                           | 0                           | 0                           | 0                  | 0                  | 0                  | 0     | 0     | 0       |
| Cruzeiro          | 2022              | 2                   | 0                   | 0                   | 1                | 0                | 0                | —                           | —                           | —                           | 2                  | 0                  | 0                  | 5     | 0     | 0       |
| Cruzeiro          | Total             | 2                   | 0                   | 0                   | 1                | 0                | 0                | 0                           | 0                           | 0                           | 2                  | 0                  | 0                  | 5     | 0     | 0       |
| Ferroviária       | 2022              | 2                   | 0                   | 0                   | —                | —                | —                | —                           | —                           | —                           | —                  | —                  | —                  | 2     | 0     | 0       |
| Ferroviária       | Total             | 2                   | 0                   | 0                   | 0                | 0                | 0                | 0                           | 0                           | 0                           | 0                  | 0                  | 0                  | 2     | 0     | 0       |
| Água Santa        | 2022              | —                   | —                   | —                   | —                | —                | —                | —                           | —                           | —                           | 4                  | 1                  | 0                  | 4     | 1     | 0       |
| Água Santa        | Total             | 0                   | 0                   | 0                   | 0                | 0                | 0                | 0                           | 0                           | 0                           | 4                  | 1                  | 0                  | 4     | 1     | 0       |
| Tombense          | 2023              | 34                  | 4                   | 1                   | 3                | 1                | 0                | —                           | —                           | —                           | 9                  | 2                  | 1                  | 46    | 7     | 2       |
| Tombense          | Total             | 34                  | 4                   | 1                   | 3                | 1                | 0                | 0                           | 0                           | 0                           | 9                  | 2                  | 1                  | 46    | 7     | 2       |
| Santos            | 2024              | —                   | —                   | —                   | —                | —                | —                | —                           | —                           | —                           | 5                  | 0                  | 0                  | 5     | 0     | 0       |
| Santos            | Total             | 0                   | 0                   | 0                   | 0                | 0                | 0                | 0                           | 0                           | 0                           | 5                  | 0                  | 0                  | 5     | 0     | 0       |
| Juventude         | 2024              | 25                  | 2                   | 3                   | 3                | 1                | 0                | —                           | —                           | —                           | —                  | —                  | —                  | 28    | 3     | 3       |
| Juventude         | Total             | 25                  | 2                   | 3                   | 3                | 1                | 0                | 0                           | 0                           | 0                           | 0                  | 0                  | 0                  | 28    | 3     | 3       |
| Total na carreira | Total na carreira | 65                  | 6                   | 4                   | 8                | 2                | 0                | 0                           | 0                           | 0                           | 22                 | 3                  | 1                  | 95    | 11    | 5       |

- a. ^ Jogos da Copa do Brasil
- b. ^ Jogos da Copa Libertadores da América
- c. ^ Jogos de campeonatos e copas estaduais

## Títulos
Palmeiras
- Copa Libertadores da América: 2020[carece de fontes?]
- Copa do Brasil: 2020[carece de fontes?]

Cruzeiro
- Campeonato Brasileiro - Série B: 2022[carece de fontes?]